# Саут (місячний кратер)
Кра́тер Са́ут (лат. South) — залишки великого стародавнього ударного кратера в зоні північного узбережжя Затоки Роси у північній півкулі видимого боку Місяця. Назву кратеру присвоєно на честь британського астронома Джеймса Саута (1785—1867) й затверджено Міжнародним астрономічним союзом у 1935 році. Утворення кратера відбулося у донектарському періоді.

## Опис кратера
З північно-західного боку до кратера Саут прилягає кратер Беббідж. Іншими його найближчими сусідами є кратери Робінсон і Дж. Гершель на північному сході; кратер Гарпал на південному сході і кратер Марков на заході південному заході. На півдні від кратера знаходиться Затока Роси; на сході — Море Холоду. Селенографічні координати центра кратера 57°35′ пн. ш. 50°56′ зх. д. / 57.58° пн. ш. 50.94° зх. д., діаметр 119,0 км, глибина 970 м.
Кратер Саут має полігональну форму, практично повністю зруйнований і є малопомітний на фоні навколишньої місцевості. Вал зберігся лише у північно-західній частині, решта валу має вигляд малопомітного підвищення місцевості. Дно чаші є відносно рівне, переформоване базальтовою лавою, поцятковане безліччю дрібних кратерів, особливо у південній частині. У південно-східній частині чаші знаходиться ланцюжок кратерів. У північно-західній частині чаші знаходиться невисоке плато, на якому 15 червня 1913 року британський астроном Вільям Моу спостерігав невелику червонувату пляму.

## Сателітні кратери

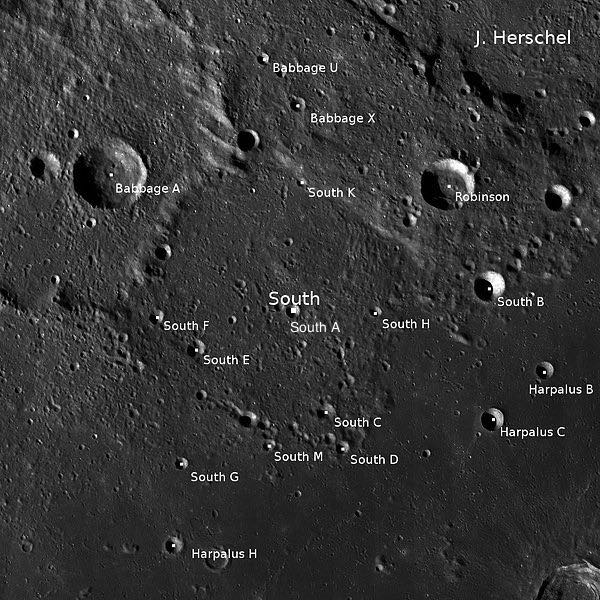
Світлина зонда Lunar Reconnaissance Orbiter.

| Саут | Координати                                                | Діаметр, км |
| ---- | --------------------------------------------------------- | ----------- |
| A    | 57°17′ пн. ш. 50°25′ зх. д. / 57.28° пн. ш. 50.41° зх. д. | 6,3         |
| B    | 57°32′ пн. ш. 45°03′ зх. д. / 57.54° пн. ш. 45.05° зх. д. | 14          |
| C    | 55°49′ пн. ш. 49°34′ зх. д. / 55.81° пн. ш. 49.57° зх. д. | 7,7         |
| D    | 55°16′ пн. ш. 49°08′ зх. д. / 55.27° пн. ш. 49.13° зх. д. | 6,2         |
| E    | 56°42′ пн. ш. 53°00′ зх. д. / 56.7° пн. ш. 53° зх. д.     | 8,1         |
| F    | 57°08′ пн. ш. 54°05′ зх. д. / 57.13° пн. ш. 54.09° зх. д. | 6,5         |
| G    | 55°00′ пн. ш. 53°15′ зх. д. / 55° пн. ш. 53.25° зх. д.    | 5,7         |
| H    | 57°15′ пн. ш. 48°11′ зх. д. / 57.25° пн. ш. 48.18° зх. д. | 5,5         |
| K    | 59°10′ пн. ш. 50°11′ зх. д. / 59.17° пн. ш. 50.19° зх. д. | 4,4         |
| M    | 55°19′ пн. ш. 51°01′ зх. д. / 55.31° пн. ш. 51.02° зх. д. | 5,7         |